# George Samuel Hanes
Pour les articles homonymes, voir Hanes.
George Samuel Hanes (1882-15 octobre 1957) est un homme politique canadien de la Colombie-Britannique. Il est député provincial libéral de Vancouver de 1916 à 1920 et indépendant de 1920 à 1924.

## Biographie
Né à Olinda (maintenant Kingsville) en Ontario, Hanes étudie à la School of Practical Science de l'université de Toronto où il reçoit un Bachelor of Science. Nommé ingénieur en 1906, il travaille pour la ville de Windsor.
S'installant à North Vancouver en 1909, après être devenue pleinement ingénieur civil, il y travaille jusqu'en 1912. De 1913 à 1916, il sert comme maire de North Vancouver.
Après un premier mandat à l'Assemblée législative de la Colombie-Britannique en tant que député libéral, il se représente comme candidat indépendant en 1920, mais obtient néanmoins le support de l'Association libérale de North Vancouver City et par la Great War Veterans Association.
En 1918, il sert comme lieutenant dans le Canadian Engineering Regiment du Corps expéditionnaire canadien. Après le conflit, il redevient ingénieur de la ville de North Vancouver de 1924 à 1936. Il sert aussi comme ingénieur conseil pour le Burrard Inlet Tunnel and Bridge Company.
Pendant la Seconde Guerre mondiale, Hanes travaille comme ingénieur durant la construction de la construction de la base de dépôts de l'Aviation royale canadienne de Calgary et pour des postes de défenses militaires de Prince Rupert, Tofino et Port Hardy. Il demeure ingénieur pour la municipalité de Port Rupert de 1943 à 1945.
Hanes meurt à North Vancouver en octobre 1957 à l'âge de 74 ans.